# Johann Gottfried Hornejus
Johann Gottfried Hornejus (* 9. Februar 1689 in Salzwedel; † 10. September 1757 in Stettin) war ein deutscher evangelischer Theologe und von 1733 bis 1757 Generalsuperintendent in Vor- und Hinterpommern.

## Leben und Wirken
Johann Gottfried Hornejus wurde als Sohn von M. Conrad Jakob Hornejus, Pastor auf der Altstadt in Salzwedel und Superintendent, und seiner Ehefrau Anna Dorothea Lange geboren. Die Schule besuchte er in Salzwedel und ab 1705 im Waisenhaus Halle (Saale). Von 1707 bis 1711 studierte er an der Universität Halle.
Nach seinen Examina wurde er 1718 Feldprediger des in Berlin stationierten Infanterieregiment No. 23 unter Jean Quirin de Forcade und 1719 Garnison- und Feldprediger beim Königlichen Leibregiment der großen Grenadiere zu Fuß in Potsdam.
Am 19. August 1726 wurde Hornejus zum Hofprediger an der Schlosskirche zu Stettin und zum Vize-Generalsuperintendent in Vorpommern ernannt. Fünf Jahre später übernahm er das Amt eines Konsistorialrates im Herzogtum Pommern.
Im Jahre 1733 schließlich wurde Hornejus Generalsuperintendent in Vorpommern und 1738 auch in Hinterpommern. 1747 wurde er außerdem Mitglied im 2. Senat der Königlichen Regierung.
Hornejus ging drei Ehen ein: Anna Elisabeth Löwe († 1726), Helene de la Vallé und – im Jahre 1732 – Katharina Elisabeth Ernestine von Schönholz.